# Beserkley Records
Beserkley Records foi uma gravadora independente, sediada em Berkeley, Califórnia, ativa entre os anos de 1973 a 1984. Em seu artigo de 3 páginas, Eric Olsen comenta que "Matthew King Kaufman (proprietário da Beserkley) criou um dos melhores selos e ajudou a criar alguns dos melhores power pops de todos os tempos", produzindo ou coproduzindo álbuns que entraram para a história do rock alternativo estadunidense, como Rockin the World e 8,5 do Earth Quake; Jonathan Richman & the Modern Lovers, Rock and Roll With the Modern Lovers e Modern Lovers Live, de Jonathan Richman (com ou sem os The Modern Lovers acompanhando); The Rubinoos e Back To the Drawing Board, do The Rubinoos e, principalmente, Greg Kihn Again, Rockihnroll e Kihnspiracy, de Greg Kihn.

## História
Nascido em 1946 e formado em direito, Matthew King Kaufman iniciou as atividades na música como manager juntamente com os integrantes do Earth Quake, de São Francisco, conseguindo um contrato para dois álbuns pela A&M Records, Earth Quake (1971) e Why Don't You Try Me? (1972). O trabalho junto a esta gravadora resultou na experiência em como gerir seu próprio negócio. 
O hard rock pop do Earth Quake não estava sendo devidamente escudado pela A&M, com pouco marketing sobre eles. Kaufman estava frustrado, mas, certa noite, ouviu de um reverendo no televisor a frase: "Um cara dirige um Cadillac e você pode amá-lo ou amaldiçoá-lo. Se você amaldiçoá-lo, você nunca obterá um Cadillac". Kaufman adorou esta linha de pensamento positivo. Acabou enviando um dinheiro ao reverendo, por agradecimento. Dias após, recebe de volta uma espécie de oração com os dizeres "coloque isso numa caixa de correio, que o dinheiro vai aparecer". Kaufman achou bizarro, mas fez o que estava escrito e colocou a oração na caixa.  
Ele sabia que tinha que começar sua própria gravadora e escolheu Beserkley para o nome. Uma música do Earth Quake, agora artista de seu selo, fora usada no filme The Getaway. O diretor musical do filme, Quincy Jones, ciente do pagamento de direitos pela sua execução, enviou-lhe um cheque de $1.100 três dias após a postagem. Kaufam diz: "eu não tinha ideia de que esse dinheiro estava a caminho". Até o final do dia ele tinha $3.400, que cobriu o orçamento de produção para o álbum ao vivo do Earth Quake, Rockin the World, de 1975. Foi assim que começou". Para estas gravações iniciais, diz o texto no If These Halls Could Blog, estava o engenheiro de som Glen Kolotkin.
Durante seu início, 1973 a 1975, muitos singles foram lançados, a começar pela versão de "Friday on My Mind", dos australianos The Easybeats, pelo Earth Quake. Outra música que atesta a empolgação de Kaufman neste momento foi "Roadrunner", de Jonathan Richman, que "levou 3 minutos e 35 segundos para o desempenho, cerca de mais 30 minutos para despejar os vocais de fundo, e mais 90 minutos para misturá-lo". Esta versão de "Roadrunner" não foi a mesma gravada por John Cale em 1972, mas uma segunda versão, gravada junto com o Earth Quake, de acordo com a página Beserkley Records Discography. Ambas foram lançadas num mesmo single pela Beserkley. Este single esteve em 11ª posição no Reino Unido. A Beserkley foi a responsável, também, pelo lançamento do álbum The Modern Lovers, contendo as clássicas sessões protopunk que a banda havia feito para a Warner Bros. e A&M Records.   
"Jonathan era tão prolífico que foi assustador", disse Kaufman. "Meu problema com ele foi eliminar músicas, não esperar que ele as escreva". Gravam a instrumental "Egyptian Reggae", do mesmo cantor, no estúdio da CBS, que atinge a 5ª posição no Reino Unido.
Outro single, que atingiu a 45ª posição nas paradas da Billboard Hot 100, em 14 de maio de 1977, foi a cover de Tommy James and the Shondells, "I Think We're Alone Now", pelo The Rubinoos. Eles fizeram sua estréia de gravação na Beserkley com a música "Gorilla", presente na coletânea dos artistas residentes da gravadora, Beserkley Chartbusters, Volume 1 O guitarrista do The Rubinoos, Tommy Dunbar, era irmão de Robbie Dunbar, um dos guitarristas do Earth Quake. A página Beserkley Records Discography diz que, além de chamar-se "Home of the Hits", a Beserkley teve a arrogância de começar seu catálogo com um álbum chamado Beserkley Chartbusters. Uma entrevista com os membros dos The Rubinoos fala que algumas das canções foram gravadas especialmente para o álbum e Greg Kinh comenta, em seu texto, a indicação de que a coletânea citada foi distribuída num fusca amarelo a um punhado de lojas de discos progressivos.
Mais um single dos The Rubinoos, "I Wanna Be Your Boyfriend", foi "gravada na Inglaterra e tocada na BBC mais do que qualquer outro registro que eu já tinha feito", diz Kaufman, "e então vi todos estes adolescentes comprando discos do Sex Pistols, que não queriam ouvi-los. Isso foi o meu maior desgosto. Você perde por um dia, você perde por um ano, você perde". Segundo a biografia na página do The Rubinoos, esta canção atingiu o número 4 nas execuções em estações de rádio da época. 
1978 foi o ano de lançamento da coletânea Spitballs. Uma celebração ao rock dos anos 60 com os diversos artistas da gravadora se revezando nas canções. O Trouser Press cita que é uma coleção bem divertida de grandes músicas, recriadas com carinho e empolgação. Pouco importa quem está tocando ou cantando.
Greg Kihn foi outro artista que trabalhou para a Beserkley em 1974. Cantou com Earth Quake e Jonathan Richman antes de formar sua própria banda, a The Greg Kihn Band. Seu álbum, Kihnspiracy, atingiu 15º lugar em 1983 e a música "Jeopardy" chega a 8ª posição na Billboard Hot 100 em 7 de maio do mesmo ano.
O site da discografia mostra que seus registros foram inicialmente distribuído pela Playboy Records até cerca de 1977, e, depois, por Janus; mas problemas fizeram com que o catálogo da Beserkley ficasse sem distribuição por vários meses, até conseguirem um acordo de distribuição com a Elektra/Asylum a partir de 1979. Em 1984 começaram a ter problemas com o dinheiro e pararam de emitir registros, apesar de terem uma subsidiária, Son of Beserkeley, voltado a operar em 1990.
Kaufman licenciou o rótulo para a Rhino em 1986 e mudou-se.

## Coletâneas da Beserkley Records
Além da Bersekley Chartbusters, Volume 1, de 1975, a gravadora lançou em 1979 a coletânea Beserkley's Back!. Após o seu fim, em 1986 a Rhino Records edita uma coletânea com o título de Chartbusters - The Best of Beserkley 1975-1978 e no ano de 1998 a Blackheart Records lança outra coletânea, Beserkley's Best - Home of the Hits Revisited. Em 2004, sai pela Castle Music Ltd. The Most Fun You Can Have With Your Clothes On! - The Beserkley Story. 

## Artistas da Beserkley Records
- Earth Quake
- Greg Kihn
- The Modern Lovers
- Jonathan Richman
- The Rubinoos
- The Smirks
- Tyla Gang
- Lover's Leap
- The Engineers
- Son of Pete